# Matías Galvaliz
Matías Alejandro Galvaliz (Rosario, provincia de Santa Fe, Argentina, 6 de junio de 1989) es un futbolista argentino, Juega de mediocampista y su actual club es el Diriangén Fútbol Club de la Liga Primera de Nicaragua .

## Clubes
| Club                          | País      | Año           |
| ----------------------------- | --------- | ------------- |
| Rosario Central               | Argentina | 2011-2012     |
| Huracán de Comodoro Rivadavia | Argentina | 2012          |
| Tiro Federal de Rosario       | Argentina | 2013-2014     |
| San Martín de Tucumán         | Argentina | 2014-2015     |
| Mitre de Santiago del Estero  | Argentina | 2015          |
| Acassuso                      | Argentina | 2016          |
| Brown de Puerto Madryn        | Argentina | 2016-2017     |
| Defensores de Belgrano        | Argentina | 2017-2018     |
| Motagua                       | Honduras  | 2018-2022     |
| Guastatoya                    | Guatemala | 2022-2023     |
| Diriangén                     | Nicaragua | 2023-presente |

## Palmarés

### Campeonatos nacionales
| Torneo Apertura | Motagua | Honduras |  |  | 2018 |
| Título          | Club    | País     |  |  | Año  |